# Moskauer Stadtduma

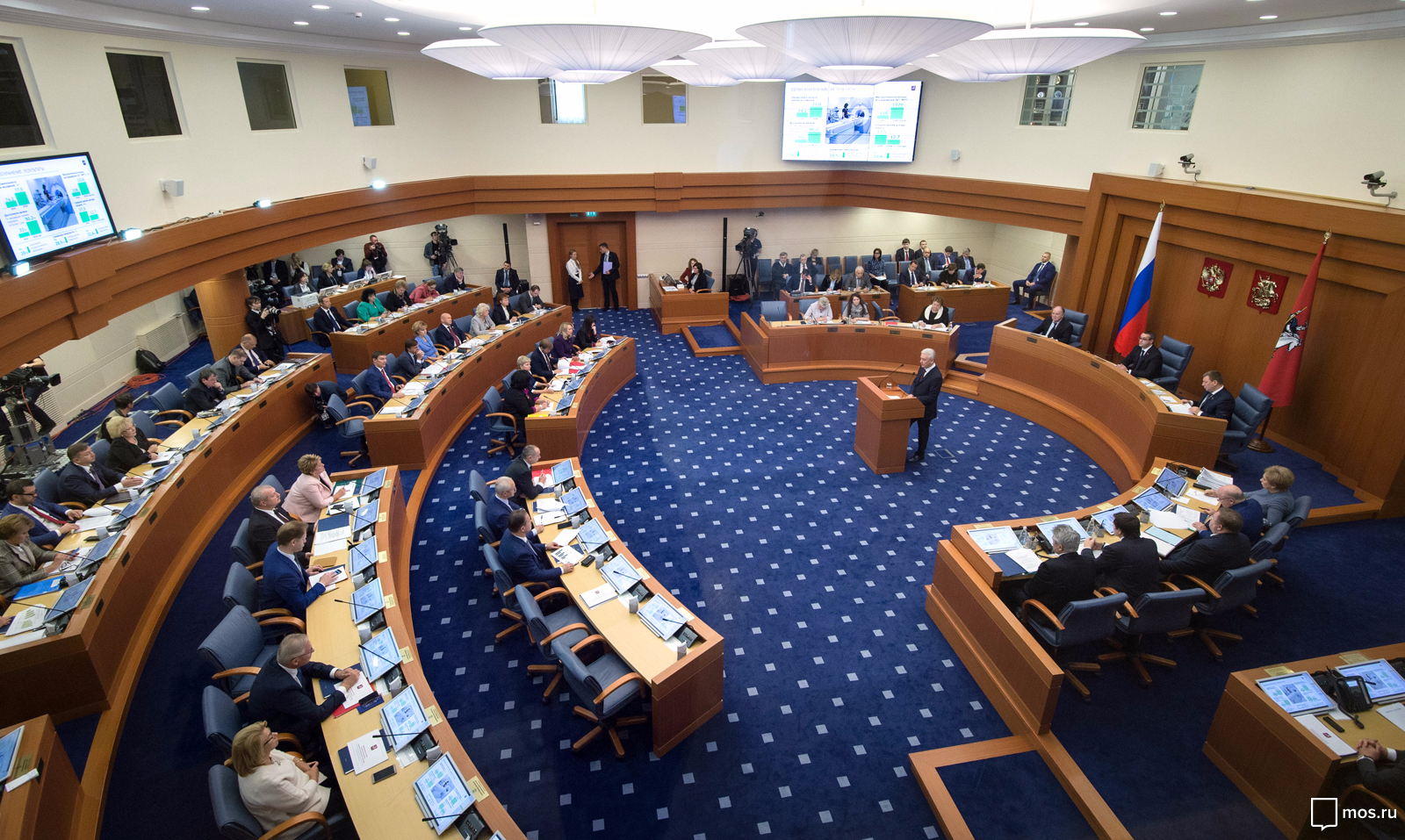
Stadtduma Moskaus

Die Moskauer Stadtduma (russisch Московская городская дума) ist ein russisches Regionalparlament. Sie besteht aus 45 Sitzen, die nach Wahlkreisen (Mehrheitswahl) besetzt werden. Die Wahl findet alle fünf Jahre statt.

## Geschichte
Die heutige Stadtduma geht auf das Jahr 1785 zurück. Damals wurde durch die Städteverordnung vom 21. April 1785 eine Stadtduma (Stadtverordnetenversammlung) für St. Petersburg, Moskau und einige weitere große Städte vorgesehen.

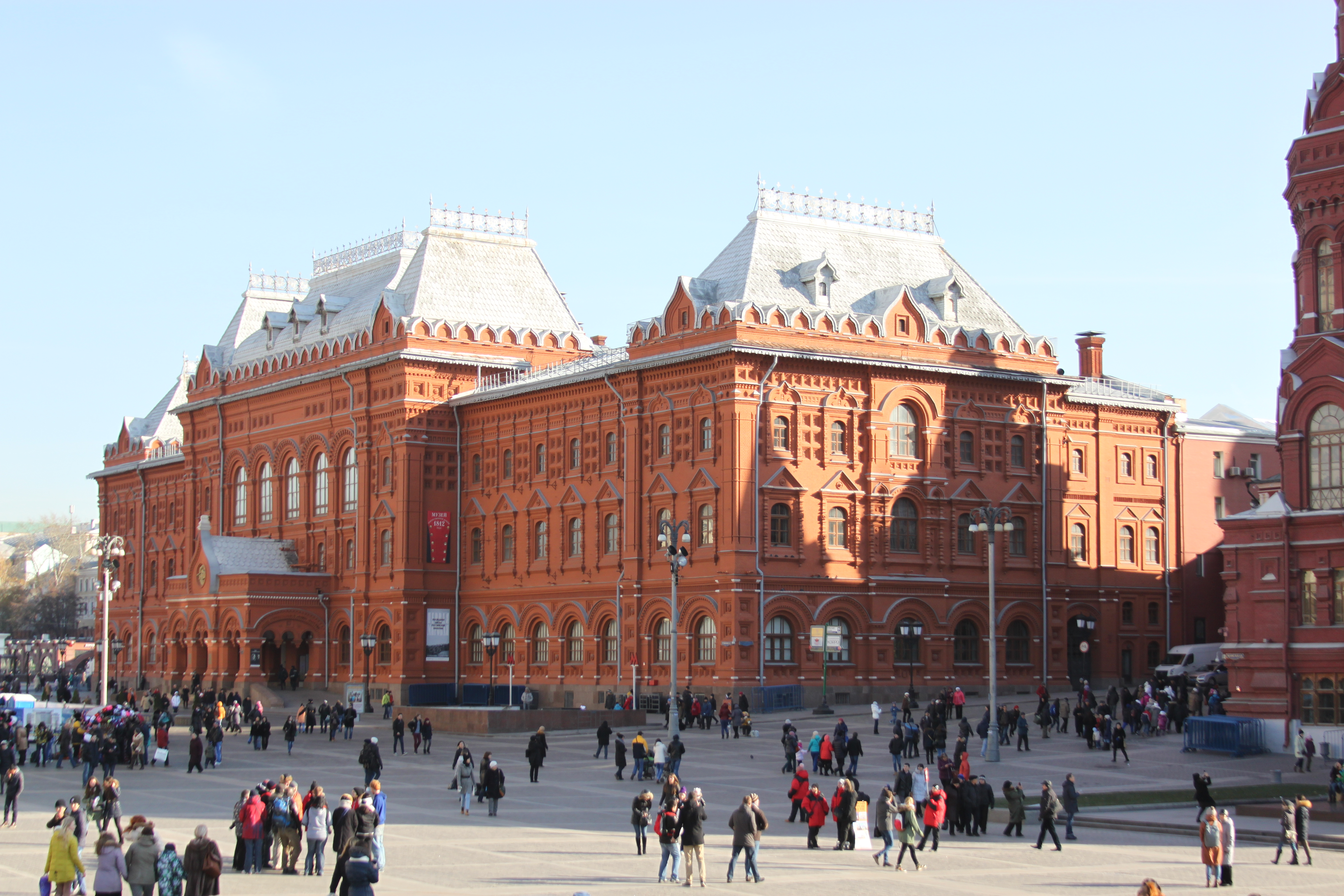
Moskauer Stadtduma (bis 1917)

Für den Bau des Stadtdumagebäudes wurde 1888 ein Wettbewerb ausgeschrieben, worauf dann Probleme des Untergrunds festgestellt wurden und ein zweiter Wettbewerb ausgeschrieben werden musste. Beide Wettbewerbe gewann der Architekt Dmitri Tschitschagow, der im Auftrag des Moskauer Stadtoberhaupts Nikolai Alexejew das Dumagebäude am damaligen Woskressenskaja-Platz (später Platz der Revolution) 1890–1892 baute. Statt Holzdecken baute er  Betongewölbe mit Gusseisenträgern ein. In den 1930er Jahren wurde das Gebäude das Lenin-Museum und 2012 das Museum des Vaterländischen Kriegs 1812.

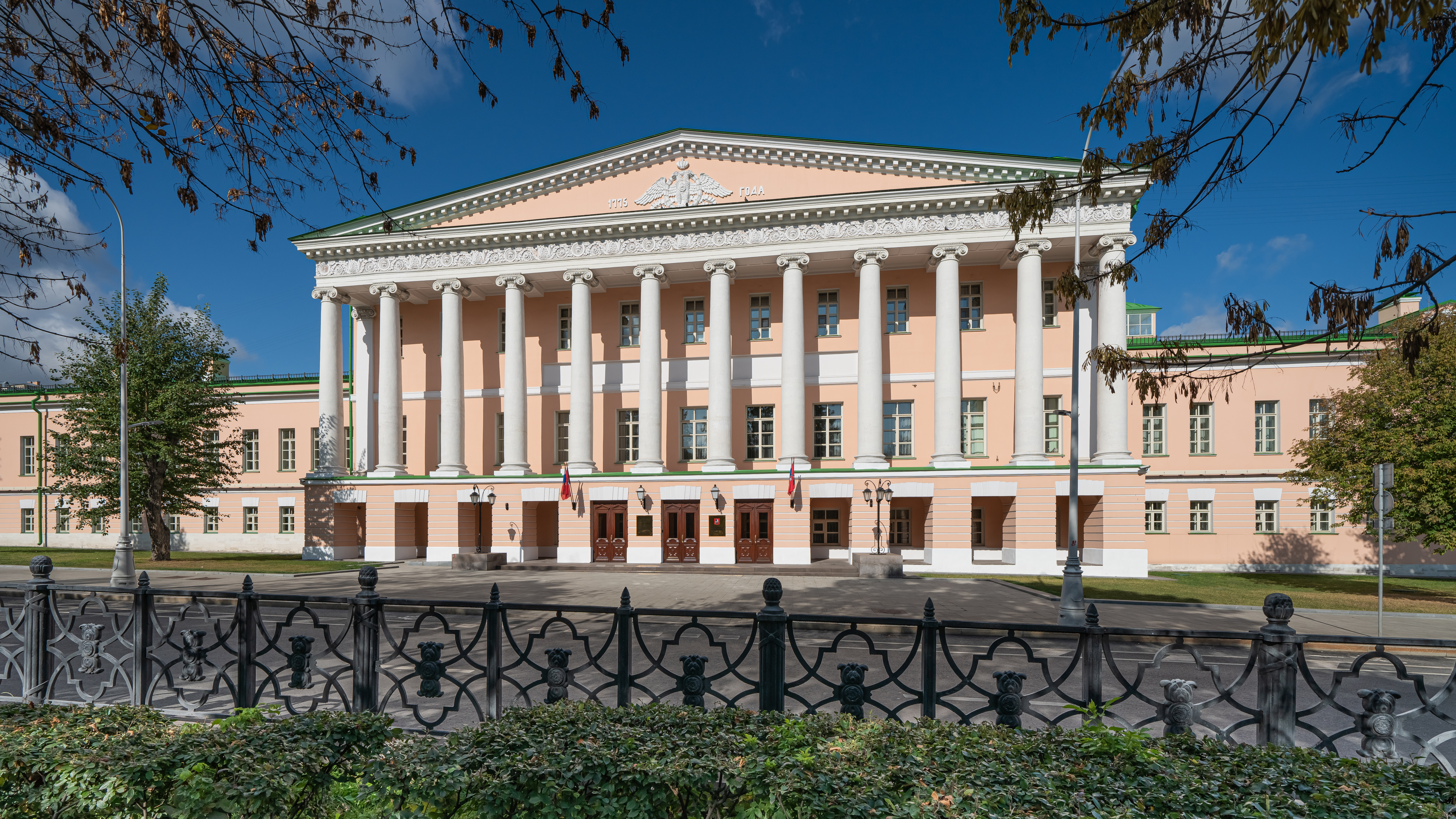
Moskauer Stadtduma (seit 2015)

Seit 2015 ist das Gebäude der Moskauer Stadtduma das von den Architekten Matwei Kasakow und Joseph Bové 1774–1776 erbaute 
Gagarin-Schloss am Strastnoi Bulwar, das 1833–2009 als Neu-Katharina-Krankenhaus diente und dann für die Stadtduma von Sergei Tchoban und Sergei Kusnezow umgebaut und erweitert wurde.

### Wahlergebnis 2019

Zusammensetzung der Stadtduma ab 2019

Wahlkreise Moskaus

Die letzte Wahl fand am 8. September 2019 statt. Im Vorfeld der Wahl gab es Proteste in Moskau, da Oppositionelle von der Wahl ausgeschlossen worden waren.

Bei der Wahl 2019 erhielt die Partei Einiges Russland 25 Mandate (blau), die kommunistische Partei 13 Mandate (rot), die Partei Jabloko 4 Mandate (grün) und die Partei Gerechtes Russland 3 Mandate (gelb). Damit erhielt die Opposition insgesamt 20 Mandate. 

## Wahlkreise
Moskau wird in 45 Wahlkreise eingeteilt.